# Roxen (cantora)
Larisa Roxana Giurgiu (Cluj-Napoca, 5 de janeiro de 2000), conhecida pelo nome artístico de Roxen, é uma cantora romena.
Ficou conhecida pela sua participação no single «You Don't Love Me» (2019) do produtor romeno Sickotoy, que alcançou a 3.ª posição nas listas da Roménia e entrou em várias playlists internacionais. Os singles: «Ce-ți cântă dragostea» e «Spune-mi», lideraram a lista do Airplay 100 no seu país. A artista iria representar a Roménia no Festival Eurovisão da Canção 2020 com a música «Alcohol You» antes do evento ser cancelado devido à pandemia de COVID-19. No entanto, a cantora foi selecionada internamente para representar seu país na edição de 2021 do Festival Eurovisão da Canção com a música «Amnesia».

## Biografia
Larisa nasceu a 5 de janeiro de 2000 em Cluj-Napoca, Roménia. Descobriu sua paixão pela música aos sete anos. Também teve aulas de canto e piano quando criança.
Depois de assinar um contrato de gravação com a Global Records da Roménia, Roxen participou do single «You Don't Love Me» do produtor romeno Sickotoy em agosto de 2019. A música foi um sucesso comercial no país; ficou em terceiro lugar na lista Airplay 100 e entrou nas playlists de vários países como França, Estados Unidos, Rússia e Espanha. Seu primeiro single «Ce-ți cântă dragostea» foi lançado em novembro do mesmo ano e alcançou o primeiro lugar na Roménia.

### Festival Eurovisão da Canção
No início de fevereiro de 2020, foi revelado que Roxen era uma dos três artistas selecionados para representar a Roménia no Festival Eurovisão da Canção 2020; a rádio e televisão pública da Roménia, TVR, colaborou com a Global Records para a seleção. A 11 de fevereiro, foi revelado que a cantora seria a representante do país. Suas cinco canções para o programa de seleção «Selecția Națională» foram: «Alcohol You», «Beautiful Disaster», «Cherry Red», «Colors» e «Storm», foram lançadas a 21 de fevereiro de 2020 e «Alcohol You» foi a música que venceu a final nacional. No entanto, em 18 de março, a União Europeia de Radiodifusão (UER) anunciou o cancelamento do Festival Eurovisão da Canção 2020 devido à pandemia de COVID-19. Embora a TVR tenha poderado enviar «Alcohol You» para participar na edição de 2021, logo a UER anunciou que as músicas de 2020 não poderiam entrar no evento de 2021. No entanto, Roxen foi selecionado internamente para a edição de 2021 com a canção «Amnesia».

## Vida pessoal
A cantora reside em Bucareste. Em junho de 2020, a cantora acusou seu ex-namorado de abuso emocional e chantagem e obteve uma ordem de restrição contra ele após apresentar uma queixa numa esquadra da polícia local da capital romena.
Roxen revelou, através do TikTok, que é uma pessoa não binária.

## Discografia

### Singles
- 2019 – Ce-ți cântă dragostea
- 2019 – I Don't Care
- 2020 – Alcohol You
- 2020 – Storm
- 2020 – Colors
- 2020 – Cherry Red
- 2020 – Beautiful Disaster
- 2020 – Escape
- 2020 – Spune-mi
- 2020 – How to Break a Heart
- 2020 – Wonderland (com Alexander Rybak)
- 2021 – Parte din tine (com DJ Project)
- 2021 – Amnesia

#### Colaborações
- 2019 – You Don't Love Me (Sickotoy feat. Roxen)
- 2020 – Over and Over (PAX feat. Roxen)
- 2020 – Devil in Disguise (Coyot feat. Roxen)